# Wielka Krokiew
Le Wielka Krokiew, (ou le tremplin de Stanisław Marusarz) est un tremplin de saut à ski, situé à Zakopane en Pologne.

## Historique
Le Wielka Krokiew est un tremplin naturel construit d'après le projet de Karol Stryjenski inauguré le 22 mars 1925. C'est le plus ancien et le plus grand tremplin de saut à ski en Pologne. Son point K est de 120 mètres et il est équipé en éclairage artificiel nécessaire pour disputer des compétitions le soir et de revêtement de plastique, pour la pratique estivale du saut à ski. Le tremplin a été le théâtre d'épreuves de Coupe du monde en 1980, 1990, 1996, 1998, 1999 et dans les années 2002-2016, il a également accueilli le championnats du monde à trois reprises en 1929, 1939 et 1962. La capacité des tribunes est de 40 000 spectateurs. En 2002 lors de la coupe du monde 53 000 personnes sont venus voir la compétition.
Le 6 juin le pape Jean-Paul II célèbre la messe au pied du tremplin.

## Records de Wielka Krokiew
La liste ci-dessous présente l'historique du record du tremplin.
| Distance | Vainqueur                   | Année |
| -------- | --------------------------- | ----- |
| 36 m     | Stanisław Gąsienica-Sieczka | 1925  |
| 39 m     | Stanisław Gąsienica-Sieczka | 1925  |
| 40,5 m   | Tadeusz Zaydel              | 1926  |
| 47 m     | Józef Lankosz               | 1927  |
| 49,5 m   | Józef Lankosz               | 1927  |
| 61 m     | Bronisław Czech             | 1928  |
| 63 m     | Bronisław Czech             | 1929  |
| 66 m     | Stanisław Gąsienica-Sieczka | 1929  |
| 72 m     | Stanisław Marusarz          | 1932  |
| 74 m     | Stanisław Marusarz          | 1934  |
| 76 m     | Reidar Andersen             | 1935  |
| 80 m     | Josef Bradl                 | 1939  |
| 81,5 m   | Birger Ruud                 | 1939  |
| 83,5 m   | Stanisław Marusarz          | 1948  |
| 85 m     | Stanisław Marusarz          | 1948  |
| 86,5 m   | Antoni Wieczorek            | 1955  |
| 88 m     | Harry Glaß                  | 1956  |
| 93,5 m   | Roman Gąsienica-Sieczka     | 1956  |
| 98,5 m   | Karl Schramm                | 1961  |
| 99,5 m   | Nikolai Shamov              | 1961  |
| 100 m    | Nikolai Shamov              | 1961  |
| 103 m    | Helmut Recknagel            | 1962  |
| 105,5 m  | Horst Queck                 | 1966  |
| 107,5 m  | Jiří Raška                  | 1967  |
| 108,5 m  | Józef Przybyła              | 1968  |
| 109 m    | Józef Przybyła              | 1968  |
| 111,5 m  | Manfred Wolf                | 1969  |
| 112 m    | Hans Schmid                 | 1971  |
| 113 m    | Tadeusz Pawlusiak           | 1973  |
| 114 m    | Marek Pach                  | 1973  |
| 115,5 m  | Stanisław Bobak             | 1973  |
| 116 m    | Keijo Korhonen              | 1978  |
| 116,5 m  | Piotr Fijas                 | 1979  |
| 117 m    | Piotr Fijas                 | 1985  |
| 119 m    | Jiří Malec                  | 1985  |
| 122,5 m  | Jan Kowal                   | 1986  |
| 123 m    | Jan Kowal                   | 1987  |
| 124 m    | Zbigniew Klimowski          | 1992  |
| 128 m    | Arne Vorvik                 | 1995  |
| 130 m    | Wojciech Skupień            | 1995  |
| 130 m    | Primož Peterka              | 1996  |
| 130,5 m  | Aleksander Bojda            | 1996  |
| 135,5 m  | Stefan Kaiser               | 2001  |
| 136,5 m  | Adam Małysz                 | 2002  |
| 140 m    | Sven Hannawald              | 2003  |
| 141,5 m  | Juha-Matti Ruuskanen        | 2005  |
| 140 m    | Gregor Schlierenzauer       | 2010  |
| 140,5 m  | Simon Ammann                | 2010  |
| 140,5 m  | Krzysztof Biegun            | 2015  |
| 141,5 m  | Kamil Stoch                 | 2015  |
| 143,5 m  | Dawid Kubacki               | 2019  |
| 147,0 m  | Yukiya Satō                 | 2020  |